# Лесовой, Иван Мартынович
Иван Мартынович Лесовой (22 ноября (4 декабря) 1835—15 (28) января 1918) — русский офицер, участник подавления Польского восстания 1863 - 1864 годов и русско-турецкой войны 1877—1878 годов, генерал от артиллерии.

## Биография
Вступил в службу 20 июля 1857 года. Окончил Ришельевский лицей и Михайловскую артиллерийскую академию.
В 1870—1875 годах был начальником мастерских Тульского оружейного завода. С 16 января 1876 года по 20 мая 1877 года — начальник учебного артиллерийского полигона Харьковского военного округа.
В период русско-турецкой войны в июле-сентябре 1877 года командовал правым флангом осадных батарей Турн-Магурельского отряда.
После завершения войны возглавил артиллерию Болгарии. В 1882 году исполнял обязанности военного министра княжества Болгария и генерал-адъютанта при княжеском дворе, в том же году вернулся на родину.
С 1885 по 1893 годы был командиром 39-й артиллерийской бригады 39-й пехотной дивизии. Затем до 1899 года командовал артиллерией 11-го армейского корпуса. 14 ноября 1899 года уволен от службы с производством в генералы от артиллерии.

## Звания
- Прапорщик (ст. 01.10.1858),
- Подпоручик (ст. 14.09.1860),
- Прапорщик гвардейской артиллерии (ст. 30.07.1862),
- Подпоручик гвардии (ст. 30.08.1862),
- Поручик гвардии (ст. 04.10.1863),
- Штабс-капитан гвардии (ст. 16.04.1867),
- Капитан гвардии (ст. 30.08.1870),
- Полковник гвардии (ст. 31.03.1874),
- Генерал-майор (ст. 21.04.1881),
- Генерал-лейтенант (30.08.1893),
- Генерал от артиллерии (14.11.1899).

## Награды
- Орден Святого Георгия 4 степени (4 августа 1877 года).[3]